# Syneora acclinis
Syneora acclinis là một loài bướm đêm thuộc họ Geometridae.